# HŠK Ilirija Zagreb
Hrvatski športski klub Ilirija (HŠK Ilirija) osnovan je 28. kolovoza 1909. godine u Zagrebu. Osnivači su bili: Ljudevit Offak, Josip Koretić, Ivo Granitz, Stjepan Pritz, Ivo Staroveški, Ivo Gobec, Leopold Rosbacher. Sjedište kluba nalazilo se u gostionici Lotrščaku na Gornjem gradu. 
Klub nije djelovao od početka Prvog svjetskog rata do 1918. zbog vojne obaveze članova.
Klub prestaje djelovati u ljeto 1941. kada se s “Tipografijom“ i “Slavijom“ spaja u HŠK Zvonimir.
Klupska adresa 1925. bila je Paromlinska cesta 3, istočno od današnje zgrade HRT-a. Klupske boje 1932. bile su crna i bijela.

## Natjecanje i uspjesi
Klub se natječe u prvim prvenstvima koje organizira Hrvatski športski savez 1912./13., 1913./14. i 1919. godine. Do 1923. godine nastupa u svim prvenstvima Zagreba, od 1923. do 1927. godine natječe se u I. razredu, a od 1927. u II. razredu prvenstva Zagrebačkog nogometnog podsaveza.

## Zanimljivosti
Klub se za natjecanje u prvom prvenstvu Hrvatske i Slavonije 1912./13. prijavio u zimskoj stanci, te je utakmice iz jesenskog dijela morao odigrati na proljeće 1913. godine.

## Učinak po sezonama
| Sezona    | Razred | Liga                           | Broj momčadi | Mjesto | Sus. | Pob. | Neo. | Por. | Po.p. | Pr.p. | Bod. |
| --------- | ------ | ------------------------------ | ------------ | ------ | ---- | ---- | ---- | ---- | ----- | ----- | ---- |
| 1912./13. | I.     | Prvenstvo Hrvatske i Slavonije | 6            | 5.     | 3    | 1    | 0    | 2    | 5     | 8     | 2    |
| 1913./14. | I.     | Prvenstvo Hrvatske i Slavonije | 8            | 5.     | 3    | 0    | 0    | 3    | 4     | 9     | 0    |
| 1921./22. | I.     | I. razred prvenstva Zagreba    | 8            | 4.     | 14   | 6    | 0    | 8    | 21    | 32    | 12   |
| 1923.     | I.     | I.A razred prvenstva Zagreba   | 5            | 5.     | 4    | 0    | 1    | 3    | 1     | 26    | 1    |
| 1935./36. | V.     | III. razred prvenstva Zagreba  | 8            | 6.     | 14   | 5    | 0    | 9    | 19    | 22    | 10   |
| 1936./37. | V.     | II. razred prvenstva Zagreba   | 10           | 6.     | 18   | 6    | 4    | 8    | 27    | 41    | 16   |
| 1937./38. | V.     | II. razred prvenstva Zagreba   | 9            | 3.     | 16   | 9    | 3    | 4    | 30    | 14    | 21   |